# Diversidad sexual en Tanzania
Las personas LGBTI en Tanzania se enfrentan a ciertos desafíos legales y sociales no experimentados por otros residentes. La homosexualidad es considerada un delito según el Código Penal local, vigente desde 1945 y modificado parcialmente por la Ley de Disposiciones Especiales para Delitos Sexuales en 1998.

## Situación legal
De acuerdo al artículo 154, del Código Penal, se estipula una pena mínima de treinta años de cárcel para toda persona que: "(a) tenga conocimiento carnal contra natura de otra persona; o bien (b) tenga conocimiento carnal de un animal; o bien (c) permita a un varón tener conocimiento carnal contra natura de él o de ella.."
Asimismo, la ley estipula penas menores (entre uno y diez años de prisión) para "toda persona que, en público o en privado, cometa, o participe en la realización, o induzca o intenta inducir que otra persona cometa, actos gravemente impúdicos con otra persona.."

## Situación social
La sociedad local muestra actitudes de abierta hostilidad hacia gais y lesbianas. Según una investigación comparativa sobre la homofobia a nivel mundial, el 93,5% de los tanzanos opinan que "la homosexualidad nunca es justificable". Ese porcentaje es similar al de países como Zimbabue y Uganda.

## Religión y homosexualidad
La Iglesia Anglicana de Tanzania se pronunció en 2003 contra la homosexualidad a partir de la consagración del obispo anglicano abiertamente gay de EE.UU, Gene Robinson. 
En la comunicación de su postura oficial, las máximas autoridades anglicanas del país subrayaron que no reconocerían el ministerio de Robinson "porque la homosexualidad es un pecado”.
Por su parte, los líderes locales del Islam (religión predominante en Zanzíbar) han manifestado su oposición a la homosexualidad incluso apelando a la figura de Freddy Mercury, quién nació en 1946 en Tanzania, cuando ésta era protectorado británico. En 2006, el clérigo Azan Khalid solicitó cancelar un homenaje al líder de Queen por la condición de homosexual asumido del cantante.

## Reclamos internacionales
En julio de 2009, tres organizaciones no gubernamentales de Tanzania enviaron al Comité de Derechos Humanos de la ONU un informe que denunciaba las sistemáticas violaciones a los derechos de lesbianas, gais, transexuales y bisexuales en el país. 
El informe, elaborado por Global Rights y la Comisión Internacional por los Derechos Humanos de Gays y Lesbianas (IGLHRC) destacó especialmente que la criminalización y estigmatización de las personas homosexuales dificultaba que estas personas llevaran una vida digna y sin temores. Asimismo, insistía sobre la necesidad de despenalizar la homosexualidad consentida entre adultos como una forma de luchar contra la propagación del VIH/Sida.